# Turjak (Słowenia)
Turjak – wieś w Słowenii, w gminie Velike Lašče. W 2018 roku liczyła 205 mieszkańców.